# Narathura agesilaus
Narathura agesilaus är en fjärilsart som beskrevs av Otto Staudinger 1889. Narathura agesilaus ingår i släktet Narathura och familjen juvelvingar. Inga underarter finns listade i Catalogue of Life.